# Common Open Software Environment

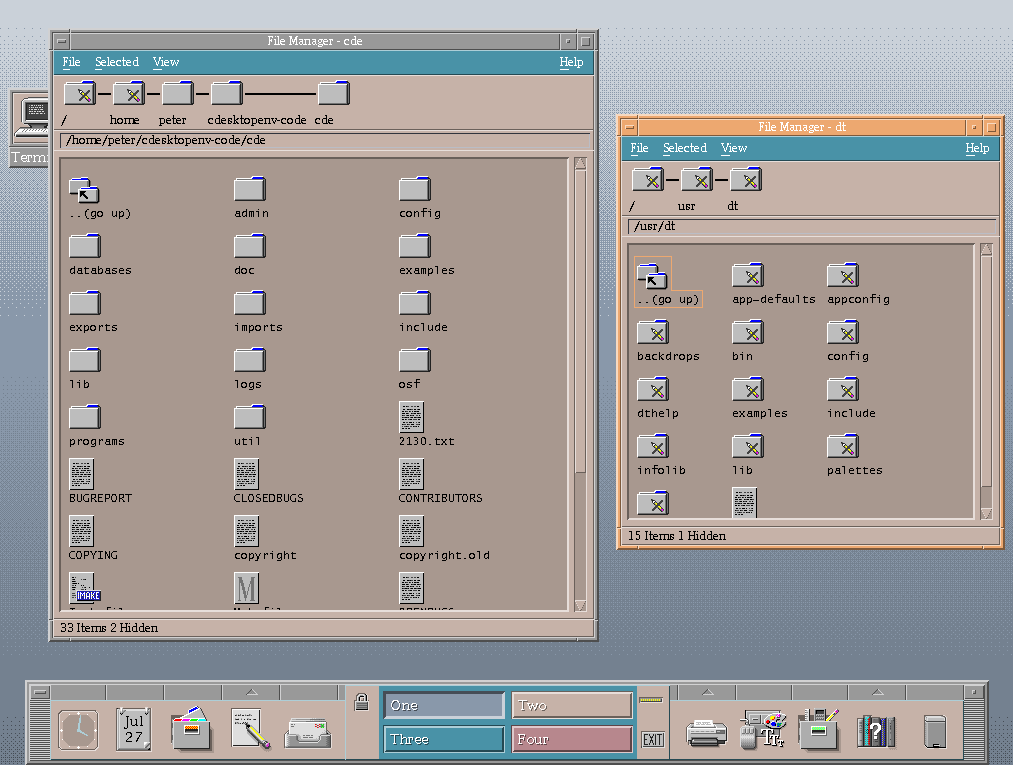
Screenshot da primeira versão do Common Desktop Environment, comumente usado em distribuições Unix na década de 1990.

O Common Open Software Environment, conhecido pelo acrônimo COSE, foi uma iniciativa formada em março de 1993, pelos principais fornecedores de sistemas computacionais da época, para criar um padrão aberto e unificado para sistemas operacionais.

## Contexto histórico
O processo COSE foi estabelecido no momento em que as chamadas "guerras do Unix" se tornaram um impedimento ao crescimento do Unix. A Microsoft, já dominante em desktops para o mercado corporativo, estava começando a desafiar os dois pontos fortes do mundo Unix: as estações de trabalho técnico e os centros de dados de grandes empresas. Além disso, a Novell via a sua base de sistemas NetWare erodir gradualmente em favor de redes baseadas em produtos da Microsoft.
Ao contrário de outros esforços de unificação do Unix que o precederam, o COSE foi notável de duas maneiras: ele não foi formado em oposição ao um outro conjunto de fornecedores Unix e foi muito mais orientado na direção da construção de padrões de tecnologias existentes do que em criar novas funcionalidades.
Os membros iniciais, conhecidos como "The Big Six" e "SUUSHI", foram:
- Hewlett-Packard
- IBM
- The Santa Cruz Operation
- Sun Microsystems
- Univel — uma parceria da Novell com a AT&T.
- Unix System Laboratories

Estas empresas eram os fornecedores de sistemas operacionais e sistemas Unix mais importantes da época e detinham além da marca Unix o código fonte derivado do sistema Unix original da AT&T. Eles também representavam quase todos os elementos chave nas duas maiores facções do Unix ao final dos anos 80 e início dos anos 90, a OSF e a Unix International (UI). Notou-se, num primeiro momento, a ausência da Digital Equipment Corporation, co-fundadora da OSF. A Digital anunciou o seu apoio ao processo COSE no mês de junho seguinte.

## Padronização do Unix
Diferentemente da OSF ou da UI, a iniciativa COSE não tinha o objetivo de criar ou promover um único sistema operacional. A sua abordagem, por outro lado, baseava-se na revisão e documentação das interfaces em uso, naquele momento, pelos fornecedores de software para Unix. A lista resultante, originalmente conhecida como "Spec 1170", evoluiu para se tornar especificação conhecida como Single Unix Specification.
A Spec 1170, que não tem relação com a organização SPEC, foi criada após os resultados do primeiro esforço do COSE para determinar quais interfaces do Unix eram utilizadas de fato; uma primeira inspeção de uma grande amostra de aplicações para Unix deixaria de cobrir 1.170 chamadas de sistema e de bibliotecas. Como era de se esperar, o número exato de interfaces catalogadas continuou a crescer ao longo do tempo.
O gerenciamento da especificação foi deixado com o X/Open. Em outubro de 1993, foi anunciado que a marca Unix, que naquela época era propriedade da Novell, seria transferida para o X/Open. Estes desenvolvimentos significaram que a marca UNIX não estava mais atrelada a uma determinada implementação de código fonte; qualquer companhia poderia então criar uma versão de sistema operacional compatível com a especificação do UNIX, o que daria a ela a permissão de utilizar a marca UNIX.

## Common Desktop Environment
Além da abertura e padronização da marca UNIX, o mais notável produto da iniciativa COSE foi o Common Desktop Environment (ou CDE). O CDE foi um ambiente baseado no X11 desenvolvido conjuntamente pela HP, IBM e Sun, com a interface e ferramentas de produtividade baseadas no toolkit de widgets gráficos do Motif (que por sua vez foi desenvolvido pela OSF).

## Outras áreas tecnológicas
Apesar de ter atuado em favor da unificação de sistemas nas áreas relacionadas ao desktop e ao sistema operacional, em outras áreas o COSE decidiu apoiar tecnologias de ambos os lados, ao invés de adotar uma delas. Por exemplo, na área de redes, o COSE anunciou aos seus membros a determinação de vender, disponibilizar e suportar o DCE da OSF, além do ONC+ da UI e do cliente NetWare.
Outras áreas foram endereçadas em termos vagos. Para tecnologias baseadas em objetos, o padrão CORBA foi entendido como uma tecnologia de base, mas o método de implementação foi deixado como escolha para cada companhia.

## O legado do COSE
Em março de 1994 a UI e a OSF anunciaram a sua fusão em uma nova organização, que manteve o nome OSF. The COSE initiative became the basis of the new OSF's "Pre-Structured Technology" (PST) process. Estes esforços se tornaram responsabilidade do The Open Group, uma entidade formada pela fusão da nova OSF e do X/Open em 1996.
O produto mais significativo do processo COSE foi a criação de um padrão único, reconhecido universalmente e administrado por uma organização independente. Isto marcou o fim do ambiente gráfico OPEN LOOK da Sun, em favor de um desktop baseado no Motif, ao mesmo tempo que fez deste último um padrão ao invés de um tookit proprietário. Embora o COSE não tenha conseguido o mesmo impacto em todas as áreas de padronização que pretendeu atuar, ele teve uma influência de grande importância no futuro do Unix, que se estendeu por muito mais tempo que os 12 meses da sua existência como organização independente.